# Kneževo (Bosznia-Hercegovina)
Kneževo (szerbül: Кнежево, korábban Skender Vakuf), az azonos nevű község központja Bosznia-Hercegovinában, a Bosanska Krajina keleti részén, a Szerb Köztársaságban. Kneževo község területileg 12 helyi közösségre tagolódik: Bastaji, Imljani, Javorani, Korićani, Kneževo, Mokri Lug, Živinice, Rađići 2, Šolaji, Vlatkovići, Kostići, Bokani és Paunovići.

## Fekvése
Kneževo település Bosznia-Hercegovina északi részén, Banja Lukától légvonalban 34, közúton 50 km-re délkeletre, a Vlašić-hegységben, 850-1040 méteres magasságban fekszik. Kneževo község területe a Szerb Köztársaság déli részén, a Bosznia-Hercegovinai Föderáció határa mentén, az Ugar-folyó jobb partján, a Banja Luka-i régió délkeleti részén, Banja Luka, Čelinac, Kotor Varoš, Mrkonjić Grad, Jajce és Travnik községek közötti területen, 600-1400 méeters magasságban terül el. A településközpont magassága 861-868 méter. Banja Lukával az M-56-os autópálya köti össze. A község területe változatos domborzatú területen, a Vlašić, a Gola Planina, a Ježica, a Čemernica, a Tisovac és az Osmača hegyei között terül el. A Bosznia-Hercegovinai Föderációval történt daytoni demarkáció után Kneževo község területe 360 km2 maradt, ebből 166 km2 erdő, 154 km2 pedig mezőgazdasági terület. Határa bővelkedik tűlevelű és lombhullató erdőkben. Jelentősebb vizei az Ugra-folyón kívül, az Ilomska folyó, amely az Ugra jobb oldali mellékfolyója, és a Cvrcka, a Vrbanja folyó bal oldali mellékfolyója. Kneževo község területe természetes hegyi forrásokban gazdag, számos patak szeli át. Minden folyó és patak a Vrbas-medencéhez tartozik.

## Éghajlata
Kneževo község területe a mérsékelt övi kontinentális éghajlati övezetben található, hegyvidéki adottságokkal: viszonylag hideg telek és mérsékelten meleg nyár jellemzi. A csapadék maximuma a tavasz második felében és kora ősszel, az alacsonyabban fekvő részeken esővel, a magasabb helyeken havas esővel jelentkezik. A vegetációs időszak magasságtól függően 120-200 napig tart. Az évi középhőmérséklet 7,9°C. A késő tavaszi és kora őszi fagyok hátrányosan érintik a mezőgazdasági növényeket. A havazás és a fagy a magasabban fekvő területeken lerövidíti a vegetációs időszakot.

## Népessége

### A község népessége
| Nemzetiségi csoport | Népesség 1991 | Népesség 2013 |
| ------------------- | ------------- | ------------- |
| Szerb               | 13263         | 9288          |
| Bosnyák             | 1071          | 429           |
| Horvát              | 4770          | 31            |
| Jugoszláv           | 169           | 1             |
| Egyéb               | 145           | 44            |
| Összesen            | 19418         | 9793          |

### A település népessége
| Nemzetiségi csoport | Népesség 1991 | Népesség 2013 |
| ------------------- | ------------- | ------------- |
| Szerb               | 2484          | 3278          |
| Bosnyák             | 1063          | 425           |
| Horvát              | 42            | 10            |
| Jugoszláv           | 111           | 1             |
| Egyéb               | 59            | 35            |
| Összesen            | 3759          | 3749          |

## Története
Kneževo község területe az ókorban, sőt már valószínűleg a neolitikumban is lakott volt. Bizonyos, hogy ezen a területen illír származású lakosok éltek, akik később keltákkal, majd a beözönlő szláv népekkel keveredtek. A római leletek között Javorani és Imljani falvakban találhatóak ókeresztény templomok, bazilikák maradványai, amelyek jelentős kulturális fejlettségű lakosságra utalnak. Kostići és Rađići falvakban is találtak római téglákat, ami arra utal, hogy itt egykor a római utak mentén őrállomások voltak. A közeli Baština községben a mai napig megőrizték a domborművekkel és ábrákkal díszített, függőleges elhelyezésű középkori kőlapokat, az ún. stećakokat. Rajtuk kívül a Makarići település is megtalálható stećakok megjelenésükkel keltik fel a figyelmet. Kotromanić I. Tvrtko bosnyák király uralkodása idején (1388-1391 körül) a mai Kneževo területe a boszniai állam része volt. Kicsit északabbra, Lijevčben húzódott a Magyar Királyság határa, amely nem mondott le arról, hogy Boszniát egészében a koronájához csatolja. A török hódítások idejéig azonban nem történt jelentős változás. 
1528-ban Huszref bég (1480-1541) meghódította Jajcát, és csata nélkül behatolt Banja Lukába. Ekkor került Kneževo területe is török kézre. A török közigazgatás teljes ideje alatt a mai Kneževo területe 350 évig közigazgatásilag kötődött Banja Lukához. Az eddig megjelent források szerint az egykori Skender Vakuf ezen a néven a jajcai kádi 1692-ből és 1693-ból származó pecsétjén szerepel először. A város alapítójának Ali-dedo Skendert tartják, akiről a várost eredetileg elnevezték és aki, mint egyes forrásokban olvasható, a távoli egyiptomi Alexandriából, vagy az oszmán változat szerint Szkenderiából érkezett erre a vidékre. Ali-dedo Skender – állítják ezek a források – jogot kapott a szultántól, hogy egy nap alatt annyi földet vegyen birtokba ezen a területen, amennyit lovával meglovagolhat. A településen állt Bosznia-Hercegovina egyik legrégebbi mecsete, Ali-dede Skender mecsete, amelyet népi nevén „régi mecsetnek” neveztek, az egyetlen olyan mecset a Balkánon, amelynek belsejében sír volt. A mecsetet egy másik mecsettel, az „új mecsettel” együtt lerombolták a boszniai szerb hadsereg erői a boszniai háború elején, 1992-ben.
A muszlim lakosságú település 1878-ig tartozott az Oszmán Birodalomhoz, ekkor a berlini kongresszus határozata alapján az Osztrák-Magyar Monarchia része lett. 1879-ben az első osztrák-magyar népszámlálás során a Jajcai járáshoz és Skender Vakuf községhez tartozó településnek 63 háztartása, 329 muszlim, 7 ortodox szerb és 1 római katolikus lakosa volt.  1910-ben a Kotor Varoš-i járáshoz és Skender Vakuf községhez tartozó tartozó településen 89 háztartást, 421 muszlim, 38 ortodox és 9 római katolikus lakost találtak. Az első világháború kitörésével a szerb nemzetiségű helyieket erőszakkal mozgósították az osztrák-magyar hadseregbe, de többségük azonnal dezertált, és a Szaloniki Front önkénteseként jelentkezett a szerb alakulatoknál. A monarchia szétesésével 1918-ban előbb a Szerb-Horvát-Szlovén Királyság, majd 1929-től a Jugoszláv Királyság része lett. 1921-ben Skender Vakufnak 520 lakosa volt, ebből 448 muszlim, 42 ortodox és 12 római katolikus volt. Az 1929-es törvény értelmében, amikor Bosznia-Hercegovinát négy banovinára, Drinskára, Vrbaskára, Zetskára és Primorskára osztották, a település a Vrbaska banovina része lett, amelynek székhelye Banja Luka volt. 
Jugoszlávia megszállása után a Független Horvát Állam (NDH) része lett. A második világháború az akkori Skender Vakuf területén nagy emberáldozatokat és nyomorúságot hozott az amúgy is szegény embereknek. A hivatalos adatok szerint a Nemzeti Felszabadító Hadsereg 144 harcosa vesztette életét a német megszállók és az usztasák elleni harcban. Nevüket az Ugar folyó jobb oldalán lévő szorosban lévő impozáns emlékműbe vésték, és számos más emlékművet állítottak szerte a településen. 
Újabb és még szörnyűbb bajokat okozott az 1991-1995-ös bosznia-hercegovinai polgárháború. 1991. november 19-én a Rakovica Bariban megalakult a 22. könnyű gyalogdandár, amely később átalakult 22. gyalogdandárrá, amelybe 1994. augusztus 31-én a kneževói könnyűdandár is becsatlakozott. A község területéről mintegy négyezeren harcoltak a Boszniai Szerb Hadsereg (VRS) soraiban. A községi közgyűlés 1992. augusztus 11-i határozatával a Skender Vakuf nevet Kneževóra változtatta. A háború alatt Skender Vakuf Bosznia-Hercegovina legtöbb településnek sorsát élte meg. 1991-ben a szerb többség mellett még 1063 bosnyák és 42 horvát élt ezen a településen. Először erős politikai nyomásnak, majd katonai és félkatonai alakulatok fenyegetéseinek és erőszakának kitéve a nem szerb lakosság nagyrészt elhagyta otthonát és száműzetésbe vonult. A város két mecsetét a szerbek lerombolták. A boszniai háborút lezáró daytoni békeszerződést követő területfelosztásnál a Szerb Köztársaság területéhez került. 
Mindennek ellenére a muszlim emberek úgy döntöttek, hogy visszatérnek otthonaikba. A többi hazatérő közösséghez hasonlóan a 2000 utáni első években tömegesen tértek vissza egykori lakóhelyükre. Az átmenet kihívásai és a nehéz társadalmi-gazdasági helyzet azonban – ahogyan másutt is – azt eredményezték, hogy az embereknek másodszor kell elhagyniuk otthonukat, de sokan remélik, hogy ez az időszak csak átmeneti.

## Kultúra

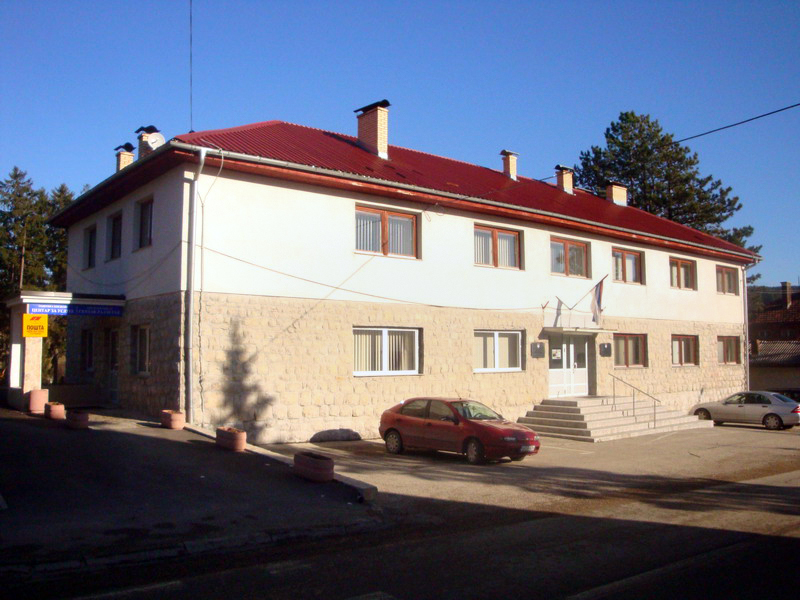
A kneževói községháza

- A Narodni Univerzitet (Nemzeti Egyetem) keretein belül működnek a „Dom kulture” (Kultúrház)  és az „Klub Mladih” (Ifjúsági Klub) munkaegységek. A fő tevékenységek a felnőttoktatás, a múzeumi és galériás tevékenység, a művészeti és irodalmi kreativitás, egyéb szórakoztató tevékenységek, filmezés és hasonlók.

- Kneževo Község Nyilvános Könyvtárát 1970-ben alapították, amikor a Kneževo Község Nemzeti Egyetemének részeként működött. 1998 óta működik önállóan, a Nemzeti Könyvtár helyiségei ma is a Nemzeti Egyetem épületében találhatók.

- Kneževo gazdag kulturális tevékenységének hordozója a „Prosvjeta” Szerb Oktatási Kulturális Egyesület. Elődje az 1976-ban megalakult a „Mladost” kulturális társaság, 2006-ban pedig a néhány megmaradt tagból megalakult az SPKD „Prosvjeta” Kneževo. Az SPKD nagyszámú fiatalt gyűjt össze, akik tánccal és dallal őrzik a helyi folklór kulturális hagyományait.

- A Mladi Aktivisti Kneževo (MAK) egy ifjúsági szervezet, melynek fő célja a településen élő fiatalok életkörülményeinek javítása kulturális, sport- és ifjúsági rendezvények (koncertek, színházi előadások, fotó- és festmény kiállítások stb.) szervezésével.

## Oktatás
- Az első iskolaépület 1883-ban épült, és úgynevezett olvasóteremként szolgált. A felszabadulás után az 1945/1946-os tanévben az iskolának mindössze 60 tanulója volt. Az 5. osztályt először az 1958/59-es tanévben vezették be az iskolában, és ugyanebben az évben az iskolának 227 tanulója volt. 1959-ben felépült a régi iskolaépület. Ma két központi iskolaépület működik a községben, az általános iskola Dositej Obradović nevét viseli. Imljaniban és Živinciben központi iskolák működnek, összesen nyolc kerületi iskolával: Malići, Bregovi, Borak, Javorani, Radići, Mokri Lug, Kobilja, Korićani, Petrovo Polje, Vlatkovići településeken. Alapfokú oktatásban jelenleg összesen 644 diák jár.

- A középfokú oktatás a „Jovan Dučić” Középiskolai Központban folyik, melyet 1974-ben alapítottak. Az első tanévben 228 tanulója volt, akiket fém-, fa-, textil- és közgazdász szakmákban képeztek. Az 1981/1982-es tanévben rekordszámú, 800 diákja volt. Ma 9 osztályban 154 diák tanul, akiknek oktatását 24 tanár irányítja.

- Az óvodai foglalkozások a kneževoi „Radojka Lakić” óvodában zajlanak, amelyet 1986. február 27-én alapítottak.

## Sport

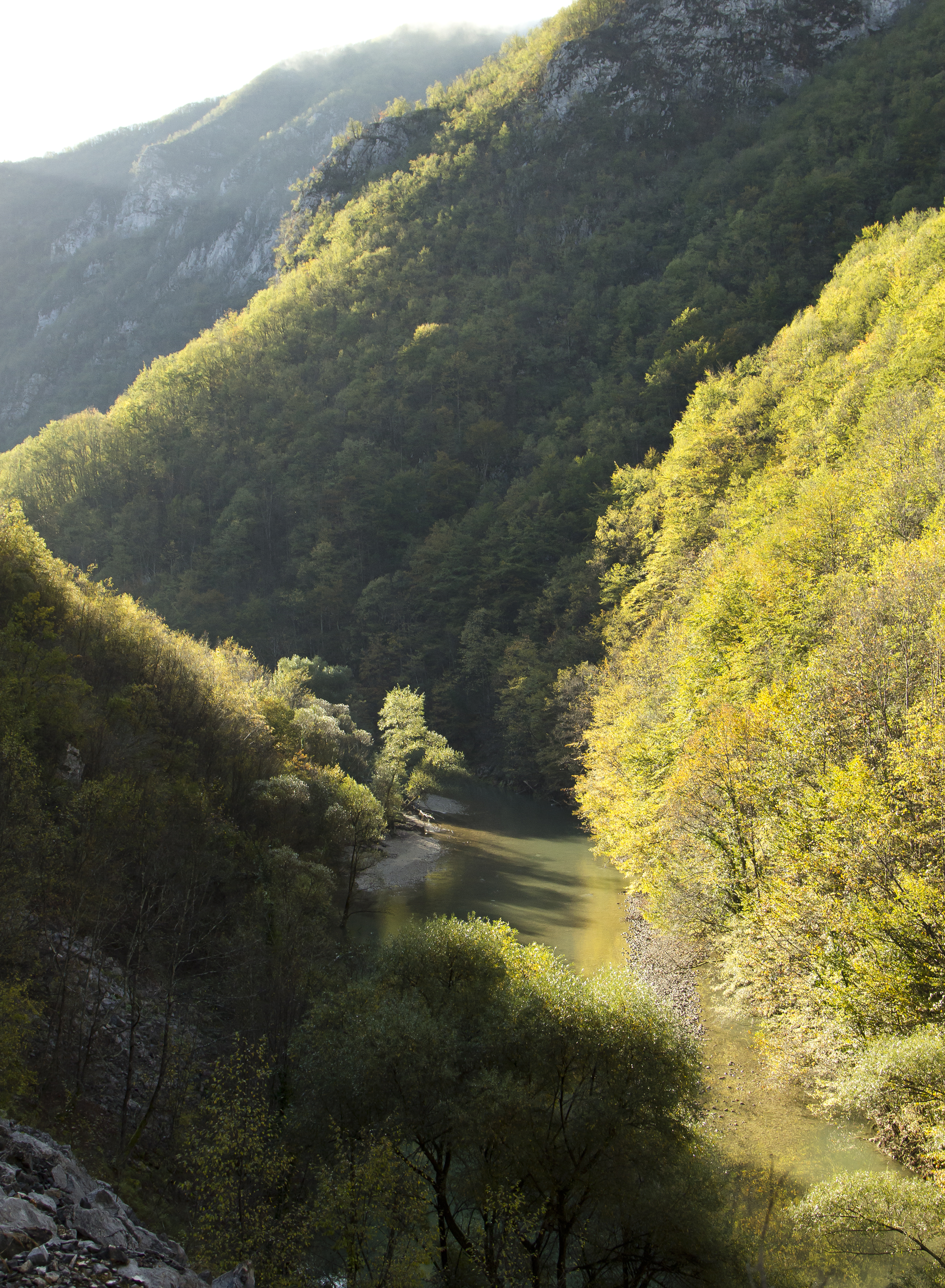
A Ugar-folyó szurdoka

- Az 1971-ben alapított FK „Progres” labdarúgóklub a mai napig saját stadionjában fiatal és profi játékosokkal egyaránt dolgozik.

- A „Kneževo” fogyatékkal élők röplabdaklubja 2001-ben alakult, mozgássérültek klubjaként.

- Az 1988-ban alapított „Kneževo” karate klub a fiatalokkal való foglalkozást célozta, de időközben megszűnt. Csak 2018-ban alakult meg és kezdett dolgozni az új „Okinawa” Karate Klub.

- A „Čemernica” Vadászklub 1960-ban alakult olyan vadászok társaságaként, akik szeretik a vadászatot, de fontos a vadak és természetes élőhelyük megőrzése is.

- Az „Ugar” Sporthorgász Klubot 2003-ban alapították. Az Ugar és az Ilomska folyók halállományának igen gazdag és minőségi állapotáról gondoskodott. Az Ugar folyó szurdoka, ahol a sebes pisztráng őshonos faja található, igazi gyöngyszeme a horgászat szerelmeseinek.

- A „Vilenska Vrela” Kneževo hegymászó egyesület az egyetlen hegymászó egyesület, amely a település területén működik. 2013-ban alakult, azzal a céllal, hogy összegyűjtse azokat a fiatalokat, akiknek közös érdeklődési körük a hegymászás.

- Az Ugra, ez a számos zuhataggal rendelkező folyó a közelmúltban vonzóvá vált a rafting és a vadvízi evezés kedvelői számára.

## Egészségügy
- A „JU Dom zdravlja Kneževo” egészségház története 1958-ra nyúlik vissza, amikor egészségügyi központként alapították. Jelenlegi nevén 1994. szeptember 29-től működik önálló egészségügyi intézményként. Finanszírozása a Szerb Köztársaság Egészségbiztosítási Pénztárán keresztül történik.

- A „JU Centar na Socialni Rad” szociális központ kiemelt társadalmi érdekű, állami tulajdonú intézmény a szociális és gyermekvédelem, a családvédelem és gyámság, valamint az oktatási intézkedések végrehajtása területén.

## Nevezetességei

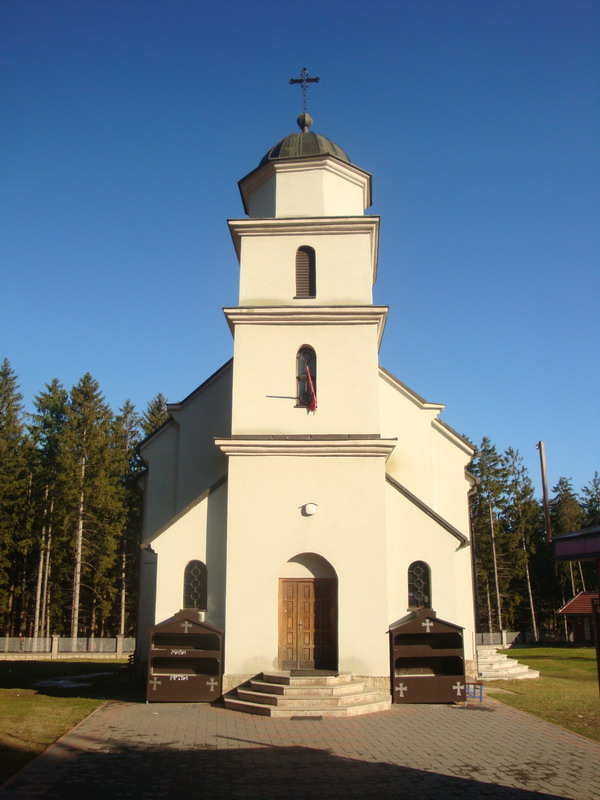
A szerb ortodox templom

- A kneževoi Boldogságos Szűz Mária születése ortodox plébániatemplom 1934 és 1937 között épült. 1913-ban a mai templom helyén egy fatemplom állt, mely az Úr színeváltozása tiszteletére épült. Ezt a fatemplomot Vasilije Popović Banja Luka-Bihácsi metropolita szentelte fel 1925-ben. A második világháború alatt a templom súlyosan megsérült, de jótékonysági adományokból teljesen felújították.

- Az első mecset 1643-ban épült a településen. Ez a mecset, akárcsak a másik, mely 1973-ban épült, a boszniai háborúban megsemmisült. Az új mecset 2007-ben épült az 1973-as mecset alapjaira. Az újonnan épült mecset kontyolt tetővel és minarettel, két szentéllyel, rendelkezik. Az 1643-ban épült mecset még mindig romokban hever, megkezdték a rekonstrukcióhoz szükséges dokumentáció beszerzését annak érdekében, hogy a mecset újjáépülhessen.[9]

- Kneževo község területén nagyszámú stećak, kőemlék található a középkori Boszniából. A leghíresebbek a várostól nem messze található Vukovo baštinán találhatók. A 17. és 18. századból nagyszámú fatemplomot, érdekes, helyi építészetet találunk. A leghíresebbek a Javorani (Szent Miklós) és Imljani (St. Ilije) települések, amelyeket a Bosznia-Hercegovinai Kulturális Műemlékvédelmi Intézet kulturális örökségként vett nyilván. Az imljani Szent Illés-templom értékes ereklyét, a Mikulás-botot őrz, amelyről a helyi lakosság úgy gondolja, hogy annak a szentnek a botja, akiről a templomot elnevezték.

- A természeti szépséget és különleges vonzerőt számos barlang és üreg képviseli, amelyek különösen felkeltik a környék barlangkutatóinak figyelmét. Jól ismert barlangok az Otlovica és a Lednica. Az Otlovica-barlang Pistale felé, a Čemernicai kanyartól 5 km-re található, körülbelül 10-15 méteres mélységben, teljes hossza körülbelül 100 méter. A Ledenica-barlang a Vidovo vrelo nevű helyen található, körülbelül 30 méteres mélységű, teljes hossza körülbelül 200 méter. E barlangok felmérését a „Ponir” Banja Luka barlangkutató egyesület végezte.